# Speaker (frégate)
Pour les articles homonymes, voir Speaker.
Le Speaker est une frégate de 500 tonneaux, 40 canons et 142 pieds de la marine royale française du XVIIe siècle dont la date de lancement, le nom d'origine et le commandement initial sont inconnus. 

## Historique
Capturé au large de l'Afrique par le capitaine anglais Thomas Eastlake qui pratique la traite négrière, le navire est rebaptisé Speaker. Il est repris le 16 avril 1700 à Madagascar par les pirates anglais George Booth et John Bowen et fait naufrage à l'Île Maurice le 7 janvier 1702.
Le site du naufrage est découvert en 1979. Plusieurs expéditions menées en 1980 puis 1990 par Jacques Dumas, Patrick Lizé et Erick Surcouf permettent de retrouver 35 canons, 4 ancres et de nombreux objets. Une mission d'archéologie sous-marine est menée en 2021 par Jean Soulat, Yann von Arnim et Christophe Mathevot,